# Grandes éxitos (álbum de Laura Caro)
Grandes éxitos es el título del segundo álbum de estudio y el único álbum de covers en la carrera de la cantante y compositora mexicana Laura Caro. Fue grabado en Tijuana bajo la producción de Salvador Yeo. Este material discográfico lleva el nombre de Grandes éxitos, no precisamente por contener éxitos de la intérprete, sino por ser Grandes éxitos hechos por el público en voces de los baladistas y compositores más populares en la evocación de la gran época de oro musical mexicana.

## Historia
Después de haber lanzado en el año 2007 su primer álbum de estudio, con temas inéditos de su autoría, la intérprete se vuelve a reinventar para un nuevo material discográfico. Esta vez, versionando temas que fueron Grandes éxitos durante la época de sus intérpretes originales.
En agosto de 2008, Laura terminó la grabación en estudio del álbum que contiene covers de cantantes que ella menciona son su inspiración y de otros artistas masculinos que ella escuchaba en su infancia, tales como Manuel Mijares, Emmanuel, Yuri, María Conchita Alonso y Camilo Sesto. La intérprete realizó la grabación de estos temas con arreglos estilo rock, mucha instrumentación y guitarras eléctricas, dentro de los cuales incluye dos temas de su autoría. El material discográfico fue producido bajo el sello independiente de Producciones 2000.
El material es un álbum de 11 temas, 8 son covers y tres temas son dos canciones inéditas y uno es la adaptación al idioma español del clásico "I Don't Want to Miss a Thing" hecha por la misma cantante tijuanense. El lanzamiento fue el 15 de junio de 2009, nuevamente bajo un sello discográfico independiente.

## Sencillos
Los temas que se desprendieron de este álbum, fueron Acaríciame, un cover del clásico tema del compositor Juan Carlos Calderón. Este fue el tema con el cual dio promoción al álbum en los programas de televisión a los cuales fue invitada.
El segundo sencillo es Lloro Por Ti, este tema fue versionado de un tema incluido en el primer álbum de la intérprete. Es de la autoría de la misma Laura Caro y el único sencillo que tuvo video musical oficial en el sitio de YouTube de la cantante. El video fue grabado en Ensenada (Baja California) teniendo como locación a la Vinícola Vinisterra en La Ruta del Vino de Valle de Guadalupe (Baja California), el Hotel Las Rosas y La Casa de los 7 Patios. Contó con la dirección de Jaime Borrego. Este video es el segundo video musical en su carrera, el primero fue "Dejarte Ir", primer single desprendido del disco Libélula, álbum en el cual también aparece originalmente incluida la canción en una versión pop.

## Lista de canciones
| N.º | Título                                             | Escritor(es)               | Duración |  |
| 1.  | «Amiga Mía»                                        | Horacio Lanzi.             | 4:21     |  |
| 2.  | «Acaríciame»                                       | Juan Carlos Calderón.      | 3:22     |  |
| 3.  | «Perdóname»                                        | Camilo Sesto.              | 4:04     |  |
| 4.  | «Una noche de copas»                               | Juan Carlos Calderón.      | 3:59     |  |
| 5.  | «No se murió el amor»                              | Di Felisatti, J.R. Florez. | 4:21     |  |
| 6.  | «La loca»                                          | Las Diego.                 | 4:20     |  |
| 7.  | «Aquí quiero estar (I Don't Want to Miss a Thing)» | Laura Caro, Diane Warren.  | 4:15     |  |
| 8.  | «Hoy tengo ganas de ti»                            | Miguel Gallardo.           | 5:25     |  |
| 9.  | «Lloro por ti»                                     | Laura Caro.                | 3:34     |  |
| 10. | «Quédate»                                          | Salvador Yeo.              | 3:59     |  |
| 11. | «Todo se derrumbó»                                 | Manuel Alejandro.          | 6:22     |  |